# Chiridiella bichela
Chiridiella bichela is een eenoogkreeftjessoort uit de familie van de Aetideidae. De wetenschappelijke naam van de soort is voor het eerst geldig gepubliceerd in 1974 door Deevey.